# Trichoferus preissi
Trichoferus preissi là một loài bọ cánh cứng trong họ Cerambycidae.